# Johannes van der Spyck
Johannes van der Spyck, auch Spijck (bl. 1716–1761 in Leiden) war ein niederländischer Kupferstecher, Radierer und Illustrator.

## Leben

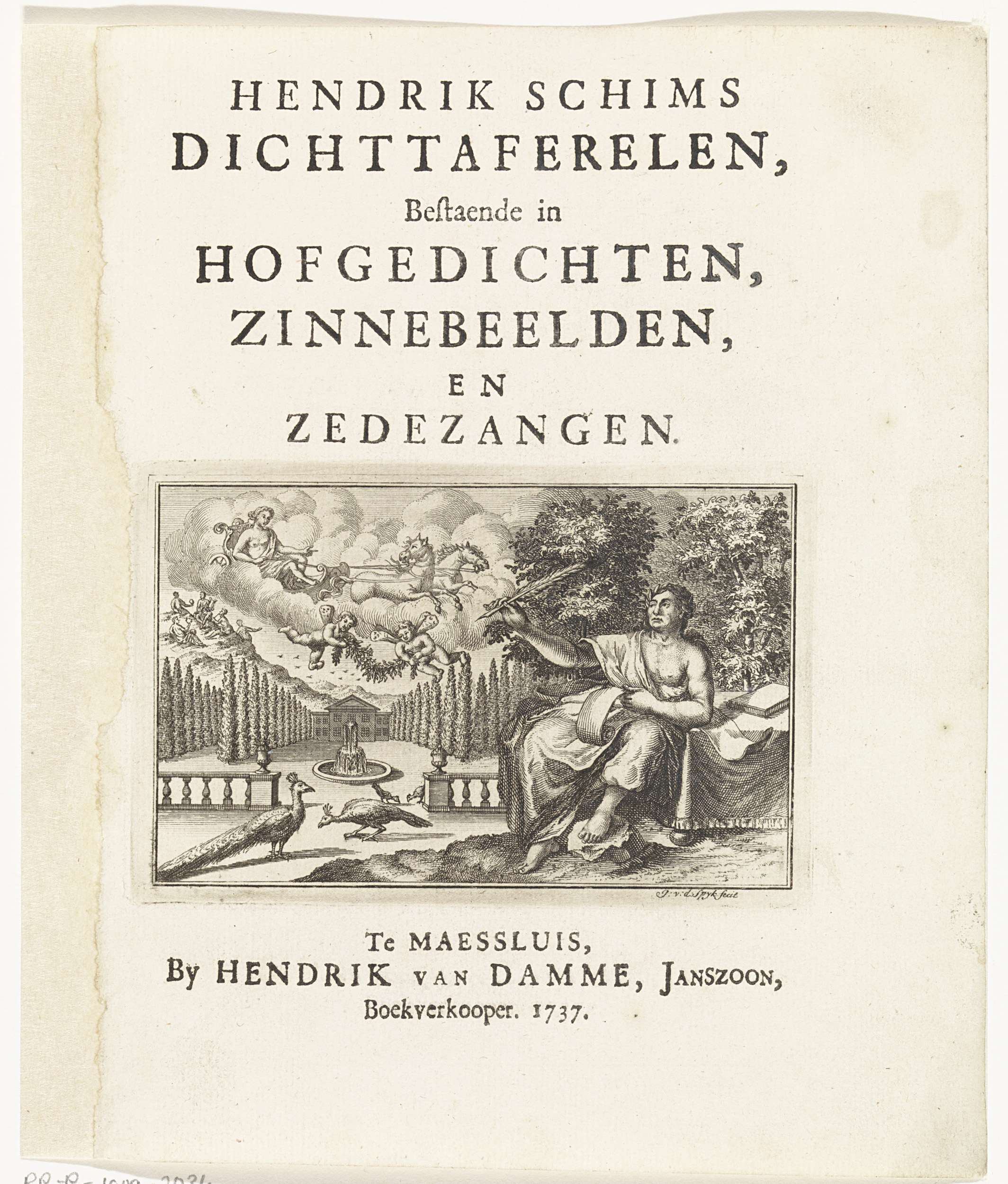
Titel der Dichttaferelen (1737)

Über Herkunft und Tod von Johannes van der Spyck liegen keine Erkenntnisse vor. Es wird in der Literatur teilweise unterstellt, er sei in Leiden geboren und gestorben. Johannes van der Spyck war seit 1716 ein Schüler des Buchillustrators Frans van Bleyswijck. Er immatrikulierte sich am 2. März 1736 an der Universität Leiden und war dann als Kupferstecher in Leiden tätig. Ebenfalls 1736 wurde er Mitglied der Leidener Lukasgilde und ist als Kupferstecher bis 1761 nachweisbar.
Erste Arbeiten von ihm sind aus dem Jahr 1737 mit dem Titel zu Hendrik Schims Dichttaferelen oder den Abbildungen zu Jan Swammerdams 1737 postmortem erschienener Bybel der natuure of historie der insecten überliefert. Auch viele seiner weiteren Arbeiten weisen immer wieder den wissenschaftlichen Bezug zu Zoologie und Botanik auf.